# Seznam hrvaških fotografov
Seznam hrvaških fotografov.

## A
- Stanko Abadžić
- Zoran Alajbeg

## B
- Paviša Babarović
- Branko Balić (1930-1976)
- Janko Belaj
- Tomislav Marijan Bilosnić
- Marija Braut (r. Kračun)
- Lavoslav Breyer
- Ante Brkan (1918-2004)
- Zvonimir Brkan
- Zvonimir Buljević
- Tomaso Burato (1840-1910)
- Ivan Buvinić

## C
- Pavao Cajzek
- Boris Cvjetanović

## Ć
- Nedjeljko Ćaće
- Jozo Ćetković (črnog.-hrv.)

## D
- Petar Dabac
- Tošo Dabac
- Radoslav Dabo starejši
- Ervin Debeuc
- Vlasta Delimar

## E
- Julius Exner
- Ivo Eterović

## F
- Herman Fickert
- August Frajtić

## G
- Jurica Galić - Juka
- Ljubomir Garbin
- Nenad Gattin
- Zvonimir Gerber
- Virgilio Giuricin
- Marko Josip Goldstein
- Mladen Grčević
- Zvonimir Grčman
- Đuro Griesbach
- Vladimir Guteša

## H
- Salamon Hering (Häring)
- Oto Hohnjec
- Frank Horvat (1928-2020) (hrv.-francoski)
- Vladimir Horvat
- Damir Hoyka

## I
- Krume Ivanovski
- Ćiril Metod Iveković
- Sanja Iveković

## J
- Petar Jagetić
- Andrej Jaklin (podvodni)
- Antun Jelaska (Antonio Jellasca, 1825 - ?)
- Grgo Jelavić
- Željko Jerman (1949-2006)
- Branimir (Branko) Jerneić
- Goran Jović
- Petar Jović - Pempek

## K
- Josip (Bepo) Karaman?
- Alexander (Aleksandar, Saša) Károly
- Eduard Kastiana
- Milan Kaufmann
- Dragoljub Kažić
- Ferdo Kelemen
- Božo (Božidar) Kelemenić
- Josip Klarica
- Djuro (Georg) Knittel
- Karlo Kocjančič
- Elvira (Bernarda) Kohn
- Mitja (Dimitrij) Koman
- Čedo Komljenović
- Davor Konjikušić
- Hinko Krapek
- Fedor Kritovac ?
- Aljoša Krstulović
- Alfred Freddy Krupa
- Ferdinand Aurel Kuba
- Aleksandar Kukec
- Vjekoslav Kulaš
- Antonija Kulčar (r. Vajda)
- Artur Kulčar

## L
- Feliks Laforest
- Franz Laforest
- Mihael Lazar
- Jadran Lazić
- Gordan Lederer
- Fred Legradić
- Fedor Ličina - Pip
- Mirko Lovrić
- Stephan Lupino (Ivan Lepen)
- Stjepan Lypoldt (1806-1901)

## M
- Dora Maar (Marković, Markovitch; Henriette Théodora)
- Zoran Makarović
- Zvonimir Malus
- Marko (Marco) Manenizza
- Antun Markić
- Miljenko Marotti
- Rudolf Mosinger

## N
- Damian Nenadić
- N. Novaković

## O
- Alojz Orel (1918-2002) (slov.-hrv../istrski)

## P
- Maksimilijan Paspa (tudi kinoamater)
- Milan Pavić
- Darije Petković
- Mario Poje
- Ivan Posavec
- Ivo Pukanić

## R
- Ante Roca

## S
- Hrvoje Slovenc
- Ivan Standl
- Marin Stulić
- Marijan Szabo

## Š
- Vinko Šebrek
- Ljubomir Škrinjar (1950-2021)
- Ive Šoša

## T
- Branko Težak

## V
- Milislav Vesović
- Dinko Vranković

## Z
- Zlatko Zrnec